# Grad teatar
Festival „Grad teatar“ je manifestacija kulture koja se odvija tokom ljetnjih mjeseci u Budvi (CG) pod pokroviteljstvom Opštine Budva. Od svog osnivanja, 1987. godine, ovaj festival obnavlja mediteranski duh Starog grada i svaki od njegovih trgova i pjaceta, ali i dijelova grada izvan starogradskog jezgra, pretvara u scenu na otvorenom na kojoj i posjetilac i slučajni prolaznik postaju učesnici umjetničkog čina. Budući da je od svog osnivanja neizostavni dio turističke ponude grada, Grad teatar je, a time i Budva, neizostavna destinacija kako građanima, tako i kul-turistima, o čemu svjedoči i činjenica da festival svake godine posjeti oko 15.000 ljudi. 

## Koncept
Zamišljen kao presjek savremenih ostvarenja prije svega pozorišnog, a potom i likovnog, muzičkog i književnog stvaralaštva, Grad teatar kvalitetom programa potvrđuje svoj renome ne samo kao domaćin brojnim trupama i stvaraocima, već i kvalitetom produkcijske djelatnosti kojom preispituje autentično kulturno naslijeđe Budve i Crne Gore i njegovo implementiranje u savremene modele umjetničkog djelovanja. 
Najpoznatije predstave proistekle iz produkcione radionice "Grada teatra" (77 do sada), samostalno ili u saradnji sa renomiranim pozorišnim kućama zemlje i regiona, “Kanjoš Macedonović”, “Lažni car Šćepan Mali”, “Čekajući Godoa”, “Karolina Nojber”, “Banović Strahinja”, “San ljetnje noći”, “Jegorov put”, “Konte Zanović”, “Montenegrini”, “Bura”, “Hamlet”, „Kaligula“, „Skočiđevojka“, „Don Krsto“, “Rasprava”, “Otelo”, “Višnjik”, “Grk Zorba”, “Božantsvena komedija”, “Ribarske svađe”, "Uspavanka za Vuka Ničijeg", "Amadeus", "Prokleta avlija", "Tri sestre", "Julije Cezar", "Krvave svadbe", "Selestina", "Upotreba čoveka" i dr, inovativnim pristupima su već prepozante kao predstave koje su promijenile tokove pozorišnog života regije. Pažljiva selekcija gostujućih programa zasnovana na odabiru najboljih projekata klasičnog teatra, ali i teatra okrenutog novim pozorišnim tendencijama, ovaj festival takođe čini prepoznatljivim i među publikom i među stručnom javnosti. Brojni gosti iz inostranstva, ne samo regiona, takođe su prisutni na ovom festivalu; australijski “Strange Fruit”, njemački “Titanik”, “Volcano theatre”, “Atis teatar”, moskovski teatar “Ruben Simonov”, teatar Roma “Parlipe”, izraelska trupa “Vertigo”, Teatar na Ruru...
Muzički, likovni i književni program, takođe su neizostavni dio Grada teatra. 
U Santa Mariji in Punta, glavnom izložbenom prostoru, predstavljena su djela brojnih slikara regiona, među kojima i Voja Stanića, Miloša Šobajića, Slobodana Slovinića, Milorada Bata Mihailovića, Dušana Otaševića, Milana Cila Marinkovića, Stevana Luketića, Jovan Ivanović, Mustafe Skopljaka, Branka Miljuša, Nikole Gvozdenovića – Gvozda, Cvetka Lainovića, Pavla Pejovića, Mileta Skračića, Izeta Alečkovića, Jelene Papović i mnogih drugih. Kako je Festival okrenut i modrenim formama likovne umjetnosti, dešavanja su obilježili i performeri u selekciji Marine Abramović, performansi Olega Kulika, Luke Lagatora, instalacija radova “Montenegrin Beauty”sada već afirmisanih savremenih crnogorskih umjetnika među kojima su bili Irena Lagator, Jelena Tomašević, Roman Đuranović, Suzana Pajović Živković. 
Muzički program se formirao kao veliki festival unutar Grada teatra. Objedinjujući istovremeno presjek savremenih tendencija u oblasti umjetničke muzike u internacionalnim okvirima, i težnju za afirmacijom domaćeg kulturnog proizvoda, kroz koncerte kako kamernog tipa tako i programe alternativne, jazz i horske muzike na većim scenama pod otvorenim nebom, svojim muzičkim programom festival uspjeva da animira i uključi kako publiku iz reda ljubitelja klasične muzike, tako i slušaoce istraživače, i možemo reći da je do sada već odnjegovao generaciju sopstvene publike u ovoj oblasti.  
Poseban fenomen festivala predstavlja i književna manifestacija “Trg pjesnika”, jedinstveni susret književnih stvaralaca i publike. Zamišljen kao mjesto prezentovanja novih sadržaja, poetika, metoda i izdavačkih poduhvata, Trg pjesnika je svoj krajnji smisao dobija i uspostavljanjem dijaloga stvaralaca i tumača sa publikom, bilo u formi čitanja teksta ili živog dijaloga, još jednom dokazujući da su književna i društvena pitanja živa i svevremenska samo kroz razmjenu informacija. Gosti su “Trga” su bili i Ronald Harvurd, Đerđ Konrad, Aleksandar Genis, Tadeuš Ruževič, Borislav Pekić, Milorad Pavić, Matija Bećković, Dušan Kovačević, Svetlana Velmar Janković, Izet Sarajlić, Stevan Raičković, Luko Paljetak, David Albahari, Svetislav Basara, Zoran Živković, Miljenko Jergović, Vladimir Pištalo, Andžej Stasjuk, Rafael Arguljol, Božo Koprivica, Dragan Radulović, Ludvig Bauer, Balša Brković, Ante Tomić, Renato Baretić, Filip David, Borivoje Adašević, Goran Vojnović, Vida Ognjenović, Aleksandar Gatalica, Dimitrije Popović, Goran Gocić, Lidija Vukčević, Srećko Horvat, Amir Or, ...
Tokom festivala, organizuju se i brojni razgovori sa aktuelnim umjetnicima, kao i okrugli stolovi i naučni skupovi čije su teme vezane za preispitivanje savremenog kulturno-umjetničkog stvaralaštva i modela poslovanja u sektoru kulture danas. Grad teatar se, pored svega navedenog, bavi i izdavačkom djelatnošću.

## Produkcije i koprodukcije
- 1987.
  - Shakespeare fest
  - Moliere fest
  - YU fest

- 1988.
  - Grad teatar, Budva, Moris Ravel Bolero, koreodrama. Koreografija: Damir Zlatar Frej
  - H. L. Borhes, Alef. Režija: Branko Brezovec; Koreografija: Jasmina Jurković; Muzika: Branko Vodeničar; Igrali: Goran Matović, Niko Goršič, Siniša Miletić, Jasna Čižmek, Mirna Žagar i Džon Frajzinger.
  - Grad teatar, Budva/Zvezdara teatar, Beograd;Ivo Brešan Nezapanćena predstava Hamleta u Mrduši Donjoj Režija: Branislav Mićunović. Igrali: Petar Božović, Petar Banićević, Petar Kralj, Gorica Popović, Milutin Karadžić, Tihomir Stanić, Suzana Petričević, Marko Baćević.
  - Teatar Roma Pralipe, Skoplje/Grad teatar, Budva, Eshil Orestija; Režija: Rahim Burhan; Igrali: Damjana Černe, Neđo Osman, Suada Herak, Mare Mlačnik, Sami Osman, Ruiš Kadirova, Majda Tušar, Baki Hasan, Juliet van Bavel.

- 1989.
  - Grad teatar, Budva 
    - prema S.M.Ljubiši, Kanjoš Macedonović – drama u tri dijela; Tekst i režija: Vida Ognjenović; Igrali: Žarko Laušević, Petar Božović, Darko Tomović, Irfan Mensur, Toni Laurenčić, Petar Kralj, Rade Marković..., članovi KUD Njegoš.
    - Andrija Čubranović, Jeđupka; Režija: Rahim Burhan; Igrali: Baki Hasan, Snežana Štameska-Rusi, Šaban Bajram, Sami Osman,...

  - Grad teatar, Budva/Dramski teatar, Skoplje, Dane Zajc, Medeja; Režija: Vito Taufer; Igrali: Branko Đorčev, Majda Tušar, Aco Jovanovski, Katarina Kocevska, Viktorija Anđuševa, Đorđi Jolevski, Meto Jovanovski....
  - Grad teatar, Budva/Volcano theatre, Swansea, Velika Britanija, Marx and Gran, Macbeth; Režija: Company in collaboration with Branco Brezovec; Igrali: Fern Smit, Stephen Fisher i Paul Davies

- 1990.
  - Grad teatar, Budva 
    - Danilo Kiš, Simon čudotvorac; Dramatizacija i režija: Gojko Čelebić; Igrali: Marko Baćović, Petar Kralj, Slavica Jović, Savo Radović, Tatjana Vančelovska, Stanko Bogojević, Vladan Gajović...
    - Stevan Koprivica, Navala; Režija: Egon Savin; Igrali: Predrag Ejdus, Jelisaveta Sablić, Branimir Brstina, Petar Kralj, Slobodan Ninković, Josif Tatić, Branko Cvejić

- 1991.
  - Beogradsko dramsko pozorište, Beograd/Grad teatar, Budva, S. Beket, Čekajući Godoa; Režija: Haris Pašović; Igrali: Predrag Miki Manojlović, Žarko Laušević, Miodrag Krivokapić, Slavko Štimac...

- 1992.
  - Grad teatar, Budva, Magbet traži Magbeta, Balet po motivima tragedije “Magbet” V. Šekspira; Koreografija: Dejan Pajević

- 1993.
  - Jugoslovensko dramsko pozorište, Beograd/ATL, Beograd/Grad teatar, Budva, Petar II Petrović Njegoš, Lažni car Šćepan Mali; Režija Dejan Mijač; Igrali: Vojislav Brajović, Mihailo Janketić, Žarko Laušević, Slobodan Ninković, Dragan Mićanović, Nebojša Glogovac, Petar Kralj, Toni Laurenčić, Nikola Djuričko, Nebojša Ljubišić, Branko Cvejić...
  - Sava centar, Beograd/Grad teatar, Budva, Aristofan, Lisistrata; Režija: Petar Zec; Igrali: Đurđija Cvetić, Neda Arnerić, Ivana Žigon, Danica Masimović, Ružica Sokić, Radmila Savićević, Mira Banjac, Lidija Pletl, Žika Milenković, Bata Paskaljević, Nebojša Glogovac, Vojin Ćetković...

- 1994.
  - Grad teatar, Budva, Trus i trepet, scenski igrokaz, po Stefanu Mitrovu Ljubiši; Tekst i režija: Vida Ognjenović; Igrali: Svetozar Cvetković, Stella Ćetković, Branislav Zeremski, balerine...
  - Jugoslovensko dramsko pozorište, Beograd/ Grad teatar, Budva, V. Šekspir, Troil i Kresida;Režija: Dejan Mijač; Igrali: Nebojša Glogovac, Katarina Žutić, Vojislav Brajović, Tanja Bošković, Slobodan Beštić, Toni Laurenčić, Nebojša Ljubišić, Mića Tomić...

- 1995.
  - Grad teatar, Budva,Vladimir Sekulić, Konte Zanović; Adaptacija i režija: Radmila Vojvodić; Igrali: Dragan Mićanović, Branimir Popović, Vojislav Brajović, Rade Marković, Mirjana Karanović, Nikola Djuričko, Stella Ćetković, Boro Stjepanović, Milica Mihajlović, Đurđija Cvetić, Sanja Milosavljević, Sonja Vukićević, Maja Šarenac, Ferid Karajica, Slobodan Beštić, Pavle Ilić, Andrija Milošević.

- 1996.
  - Grad teatar, Budva, 
    - Aleksandra Glovacki, po motivima Đovanija Bokača, Dekameron – Dan ranije; Režija: Jagoš Marković; Igrali: Saša Torlaković, Branka Šelić, Radoje Čupić...
    - Borislav Mihajlović Mihiz Banović Strahinja, Adaptacija i režija: Nikita Milivojević;Igraju: Svetozar Cvetković, Varja Đukić, Ljiljana Krstić/Renata Ulmanski, Branimir Popović, Miodrag Krivokapić, Mladen Nelević, Slaviša Čurović, Slavka Nelević...

  - Teatar Kult, Beograd/Grad teatar, Budva, Dušan Kovačević, Radovan III; Režija: Dejan Mijač; Igrali: Vojislav Brajović, Mirjana Karanović, Vlasta Velisavljević, Branka Katić, Isidora Minić, Goran Šušljik, Branko Cvejić...

- 1997.
  - Grad teatar, Budva, Federiko Garsija Lorka, Jerma; adaptacija i režija: Ljuboslav Majera;Igrali: Dara Džokić, Varja Đukić, Mladen Nelević, Radoje Čupić, Branka Šelić, Maja Šarenac, Dubravka Vukotić, Ratka Mugoša...
  - Grad teatar, Budva/Narodno pozorište Beograd, Vilijem Šekspir, San letnje noći; Adaptacija i režija: Nikita Milivojević; Igrali: Dragan Zarić, Paulina Manov, Nataša Ninković, Boris Komnenović, Branko Vidaković, Rade Marković, Anita Mančić...

- 1998.
  - Grad teatar, Budva, Nebojša Romčević, Karolina Nojber; Režija: Nikita Milivojević; Igrali: Anita Mančić, Svetozar Cvetković, Miodrag Krivokapić, Petar Božović, Mira Banjac, Branko Pleša/Ljuba Tadić, Danijela Ugrenović, Petar Kralj, Nebojša Ilić.
  - Crnogorsko narodno pozorište, Podgorica/Grad teatar, Budva, Radmila Vojvodić, Montenegrini; režija: Radmila Vojvodić;Igrali: Branimir Popović, Jasna Đuričić, Nikola Bošković, Isidira Minić, Petar Kralj, Vojislav Brajović, Mirko Vlahović, Goran Šušljik, Andrija Milošević, Nebojša Dugalić...
  - Jugoslovensko dramsko pozorište, Beograd/ Grad teatar, Budva, Georg Bihner, Leons i Lena; režija: Dejan Mijač;Igrali: Slobodan Beštić, Nikola Đuričko, Paulina Manov, Nebojša Ljubišić, Cvijeta Mesić, Boris Isaković, …

- 1999.
  - Grad teatar, Budva, Nikolaj Koljada, Kokoška; Režija: Jagoš Marković; Igrali: Branka Šelić, Jelisaveta Sabljić, Vojislav Brajović, Goran Šušljik, Vanja Milačić...

- 2000.
  - Grad teatar, Budva, Januš Glovacki, Antigona u Njujorku; Režija: Boro Drašković; Igrali: Vojislav Brajović, Milica Mihajlović, Branimir Brstina, Branimir Popović, Ivica Klemenc.
  - Grad teatar, Budva, Vida Ognjenović, Jegorov put, drama u tri dijela; Režija: Vida Ognjenović; Igrali: Svetozar Cvetković, Irfan Mensur, Svetlana Bojković, Petar Kralj, Mladen Nelević, Jelena Đokić, Nada Šargin, Radoje Čupić, Nenad Jezdić, Feđa Stojanović, Slaviša Čurović, Branko Cvejić...
  - Dječje pozorište, Podgorica/ Grad teatar, Budva, Astrid Lindgren, Pipiduga čarapa; Režija: Nikola Vukčević; Igrali: Jelena Đokić, Nada Vukčević, Branko Ilić, Vanja Radošević...
  - Grad teatar, Budva/Bitef teatar, Beograd/Steierischer Herbst Grac, Austrija, Biljana Srbljanović, Pad; Režija i scenografija: Gorčin Stojanović; Igrali: Mirjana Karanović, Boris Komnenić, Mladen Andrejević, Jasna Đuričić, Boris Isaković

- 2001.
  - Grad teatar, Budva  
    - Šekspir, Bura; režija: Slobodan Unkovski; Igrali: Boris Isaković, Nebojša Ljubišić, Vojislav Brajović, Mirko Vlahović, Srđan Timarov, Vlastimir Đuza Stojiljković, Nikola Perišić, Nenad Jezdić, Dragan Jovanović, Branimir Brstina, Ana Bretšnajder, Nikola Đuričko.
    - Anton Pavlovič Čehov, Ivanov; Adaptacija i režija: Nikita Milivojević;Igrali: Svetozar Cvetković, Danijela Ugrenović, Petar Kralj, Petar Radovanović, Mira Banjac, Jelena Đokić, Ljubica Barać-Vujović, Boris Komnenić, Mladen Nelević, Renata Ulmanski, Stevan Radusinović, Vanja Radošević...

  - Teatar Pralipe, Mülheim/Mostarski teatar mladih/Grad teatar. Budva, Bertolt Brecht, Majka courage; Režija: Rahim Burhan; Igrali: Sunčica Todić, Silvia Pinku, Ahmed Tahir, Michael Krone, Eduard Bajram, Šaban Bajram, Ahmet Zekir
  - Grad teatar, Budva/Beogradsko dramsko pozorište, Beograd, Ugo Beti, Zločni na Kozjem ostrvu; Režija: Nebojša Bradić; Igrali: Mirjana Karanović, Milena Pavlović, Nataša Šolak, Goran Šušljik, Mile Stanković

- 2002.
  - Grad teatar, Budva, Legenda o postojanju – Pučki igrokaz; Scenario: Stevan Koprivica; Režija: Egon Savin; Igrali: Vojislav Brajović, Mima Karadžić, Brano Vuković, Mirko Vlahović, Srđan Grahovac, Ksenija Mišić...

- 2003.
  - Zetski dom, Cetinje/Muzička akademija, Cetinje/Grad teatar, Budva, Henri Persl, Enej i Didona; Libreto: N. Tejt; Režija: Niels Badenhop; Dirigent: Egon Mihajlović

- 2004.
  - Grad teatar, Budva, Kamen, so, svjetlost, plesna instalacija; Koreografija: Tanja Popović; Režija: Ivana Vujić

- 2005.
  - Grad teatar, Budva/Jugoslovensko dramsko pozorište, Beograd/MESS, Sarajevo, Vilijam Šekspir, Hamlet; Režija: Dušan Jovanović; Igrali: Dragan Mićanović, Branislav Lečić, Bogdan Diklić, Mona Muratović, Aleksandra Janković, Vojislav Brajović, Marinoko Madžgalj, Goran Šušljik, Branislav Trifunović, Damjan Kecojević, Stevan Radusinović…

- 2006.
  - Grad teatar, Budva, Stevan Koprivica, AL’ svoje nismo razloge prećutali; Režija: Milan Karadžić; Igrali: Dubravka Drakić, Andrija Milošević, Ivana Mrvaljević, Petar Burić, Branko Ilić, Branka Femić, Katarina Krek, Igor Lazić Niggor (DJ), Baletska trupa »Ballo« Podgorica, Dramski studio Budva i Budvanski feštađuni.

- 2007.
  - Grad teatar, Budva/Zetski dom, Cetinje/Narodno pozoriste, Sombor, Marko Kentera i Nela Antonović po “Harmoniji” Čeda Vukovića, Kadmo kralj; Režija: Nela Antonović; Igrali: Marko Marković, Kristina Radenković, Dalija Aćin, Milijana Makević, Dubravka Subotić, Mihajlo Nestorović, Pero Stojančević, Anđelija Marković, Nenad Milošević, Hulija Gorosito, Dušan Murić, Branislav Jeremić, Arion Aslani, Peđa Radovančević, Ana Bastać, Lidija Antonović, Ana Ignjatović, Ivana Koraksić, Ana Grigorović, Ivan Zdravković, Milan Manić, Zoran Jovanović, Igor Lerić, Marisa Aćin, Branko Jovanović.
  - Grad teatar, Budva/Srpsko narodno pozorište, Novi Sad, Po motivima istoimene pripovjetke S. M. Ljubiše, Maja Pelević, Skoči đevojka - Odneseni vjetrom; režija: Kokan Mladenović; Igrali: Nataša Tapušković, Branislav Trifunović, Gordana Kamenarović, Radoje Čupić, Draginja Voganjac, Jugoslav Krajnov, Nenad Pećinar, Sanja Krajnov, Jovana Mišković, Jovana Balašević, Andreja Kulešević, Jelena Marković, Irena Popović, Arpad Bakoš, Nikola Dragović
  - Grad teatar, Budva/Jugoslovensko dramsko pozorište, Beograd, Vida Ognjenović, Don Krsto; Režija: Vida Ognjenović; Igrali: Igor Đorđević, Vojin Ćetković, Zorana Bećić, Đurđija Cvetić, Ivan Bosiljčić, Miša Janketić, Suzana Lukić, Slobodan Stefanović,  Boris Postovnik, Nataša Radovanović-Pročković, Olivera Krljević, Arpad Pečvari, Ivan Pantović

- 2008.
  - Pandur.Theaters, Ljubljana/Grad teatar, Budva/Gradsko dramsko kazalište "Gavella", Zagreb/Ullysses Theater, Zagreb/Festival Ohridsko leto/Mittelfest, Cividale, Po motivima drame „Kaligula“ Alberta Kamija, Kaligula; Režija: Tomaž Pandur; Igrali: Livio Badurina, Sven Medvešek, Hrvoje Klobučar, Dijana Vidušin, Sven Šestak, Ozren Grabarić, Filip Križan, Vedran Živolić, Igor Kovač, Silvio Vovk
  - Grad teatar, Budva/Anton Podbevšek Teater, Novo Mesto, Slovenija, Beket, Elijar, Sartr, Pavić, Kadmopolis/Udaljeni pogled; Režija i dramatizacija: Matjaž  Berger; Igrali: Voja Brajović, Milica Mihajlović, Ana Sakić, Pavle Ravnohrib, Aleksandra Balmazović, Nana Milčinski; Gimnastika:Julija Kamnar; Ples: Eva Osolnik; Opera: Irena Yebuah Tiran; Timpani: Leticia Akuokor Slapnik Yebuah
  - Grad teatar, Budva/Narodno pozorište, Sombor, Nebojša Romčević, Ogovaranje; Režija: Ljubiša Ristić; Scene iz Šekspirovih drama Romeo i Julija, Kralj Lir, Ričard III i Hamleta su u prevodu dr Laze Kostića; Igrali:Ana Kostovska, Ivana V. Jovanović, Biljana Mišić, Kristina Radenković, Milijana Makević, Miodrag Krivokapić, Saša Torlaković, Mihajlo Nestorović, Marko Marković, Bojan Krivokapić Pijanistkinje: Danjela Kulijer, Bojana Racić

- 2009.
  - Grad Teatar, Budva/Jugoslovensko dramsko pozorište, Beograd, Pjer d´Marivo, Rasprava; Režija: Alexandru Darie; Igrali: Goran Šušljik, Hristina Popović, Sonja Vukićević, Anita Mančić, Maša Dakić, Marko Janjić, Suzana Lukić, Radovan Vujović, Miljan Prljeta, Iskra Brajović, Ivan Pantović, Kaća Todorović, Branislav Jeftić, Jelena Angelovski
  - Grad teatar, Budva/Zetski dom, Cetinje/MESS, Sarajevo, Vilijam Šekspir, Otelo; Režija: Veljko Mićunović; Igrali: Branimir Popović, Žana Gardašević, Branislav Lečić, Petar Burić, Dejan Ivanić, Vlado Kerošević, Miralem Župčević, Mirsad Tuka, Julija Milačić, Mišo Obradović, Aleksandar Gavranić i Petar Strugar

- 2010.
  - Grad teatar, Budva/Pozorište na Terazijama, Beograd, Ranko Marinković, Glorija; Režija: Iva Milošević; Igrali: Ivana Knežević, Rade Marjanović, Duško Radović, Ivan Bosiljčić, Feđa Stojanović, Milan Milosavljević, Katarina Gojković
  - Grad teatar, Budva/BITEF, Beograd, Vilijam Šekspir, Otelo; Koreografija: Zoran Marković i Maša Kolar; Igrali: Miloš Isailović, Nikola Tomašević, Strahinja Latković, Luka Lukić, Milica Jević, Tamara Pingović, Ana Ignjantović Zagorac.

- 2011.
  - Grad teatar, Budva/Narodno pozorište, Beograd, Vida Ognjenović, Kanjoš Macedonović; Režija: Vida Ognjenović; Igrali: Igor Đorđević, Marko Baćević, Predsrag Ejdus,  Branislav Lečić, Aleksandar Đurica, Branko Vidaković, Pavle Jerinić,  Branko Jerinić, Zoran Ćosić, Radovan Miljanić, Nebojša Kundačina,  Mišo Obradović, Siniša Ubović, Hadži Nenad Maričić, Tanasije Uzunović,  Andreja Maričić, Milo Lekić, Zorana Bečić, Stela Ćetković, Sena Đorović,  Jelena Helc, Biljana Đurović, Marta Ćeranić, Stevan Piale
  - Grad teatar, Budva/Jugoslovensko drmasko pozorište, Beograd, Anton Pavlovič Čehov, Višnjak; Režija: Dejan Mijač; Igrali: Jasna Đuričić, Jelena Petrović, Jelena Đokić, Svetozar Cvetković, Boris Isaković, Bojan Dimitrijević, Branko Cvejić, Nada Šargin, Nikola Vujović, Hana Selimović, Vlasta Velisavljević, Nebojša Milovanović
  - Grad teatar, Budva/Pozorište na Terazijama, Beograd, Nikos Kazancakis, Grk Zorba; Režija: Mihailo Vukobratović; Kompozitor: Vojkan Borisavljević; Igrali: Desimir Stanojević, Slobodan Stefanović, Ljiljana Stjepanović, Jelena Jovičić, Vladan Savić, Danijel Korša, Milan Antonić, Vesna Paštrović i Marina Aleksić, balet, hor i orkestar Pozorišta na Terazijama.
  - Grad teatar, Budva/BITEF teatar, Beograd, Po motivima “Božanstvene komedije” Dantea Aligijerija, Božanstvena komedija; Koreografija: Edvard Klug; Igrali: Ašhen Ataljanc, Nikola Tomašević, Strahinja Lacković, Miloš Isailović, Uroš Petronijević, Ana Ignjatović Zagorac, Nevena Jovanović i Milica Jević
  - Grad teatar, Budva/Crnogorsko narodno pozorište, Podgorica, po motivima drame Vladimira Sekulića "Stefan Zanović", Konte Zanović; Dramaturška adaptacija i režija: Radmila Vojvodić; Igrali: Dragan Mićanović, Branimir Popović, Simo Trebješanin, Dubravka Drakić, Brano Vuković, Nada Vukčević, Zoran Vujović,  Bojana Knežević, Žaklina Oštir, Dušan Kovačević i Jovan Krivokapić

- 2012.
  - Grad teatar, Budva/HNK “Ivan Pl. Zajc”, Rijeka/Riječke festivalske noći, Karlo Goldoni, Krčmarica Mirandolina; Režija: Jug Radivojević; Igrali: Igor Đorđević, Dražen Mikulić, Damir Orlić, Marija Vicković, Tanja Smoje, Anastazija Balaž Lečić, Jasmin Mekić, Alen Liverić
  - Grad teatar, Budva/Crnogorsko narodno pozorište, Podgorica, Karlo Goldoni, Ribarske svađe; Režija: Ana Vukotić; Igrali: Momčilo Pićurić, Ratka Mugoša, Ana Vučković,  Momčilo Otašević, Simo Trebješanin, Dragan Mićanović, Varja Đukić, Nada Vukčević, Bojana Malinovska, Zoran Vujović, Mišo Obradović, Dragan Jovanović, Stevan Radusinović, Miloš Pejović
  - Grad teatar, Budva/Srpsko narodno pozorište, Novi Sad/Narodno pozorište „Toša Jovanović“, Zrenjanin, Karlo Goldoni, Sluga dvaju gospodara; Režija: Boris Liješević; Igrali: Branimir Brstina, Višnja Obradović, Dragomir Pešić, Ivan Đorđević, Sanja Ristić Krajnov, Jugoslav Krajnov, Jovan Torački, Sanja Radišić, Milovan Filipović i Miroslav Fabri
  - Grad teatar, Budva/SMART studio, Beograd; Tekst: Dušan Premović; Indigo; Režija: Branislav Lečić; Igrali: Danica Maksimović, Marija Vicković i Branislav Lečić

- 2013.
  - Grad teatar, Budva, Gle, idejo, iskro besamrtna; Režija: Slobodan Milatović, Igrali: Vojislav Brajović, Petar Božović, Mihailo Janketić, Srđan Grahovac, Julija Milačić, uz Srpsko pjevačko društvo "Jedinstvo" iz Kotora i muziku Ivana Marovića.
  - Grad teatar, Budva/Narodno pozorište, Beograd, Ksenija Popović, Uspavanka za Vuka Ničijeg; Režija: Đurđa Tešić; Dramatizacija: Bojana Mijović; Igrali: Viktor Savić, Marija Vicković, Pavle Jerinić, Vanja Milačić i Bojan Krivokapić
  - Grad teatar, Budva, Maja Todorović, Njegoš za početnike, Autorski koncept i režija: Marija Perović; Igrali: Marta Ćeranić, Petar Burić, Davor Perunović, Nikola Perišić, KC "Stara Budva".

- 2014.
  - Grad teatar, Budva/Gradsko dramsko kazalište "Gavella", Zagreb/Heartfact, Beograd, Piter Šafer, Amadeus; Režija: Dora Ruždjak-Podolski; Igraju: Enes Vejzović, Filip Križan, Nataša Janjić-Lokas, Franjo Dijak, Zoran Gogić, Siniša Ružić, Janko Rakoš, Ankica Dobrić, Ivana Bolanča, Perica Martinović, Natalija Đorđević.
  - Grad teatar, Budva/BITEF, Beograd/HNK "Ivan Pl. Zajc", Rijeka/"Riječke ljetnje noći", Rijeka/Nezavisna produsentkinja Maša Kolar, Don Žuan, Koreografija: Maša Kolar; Originalna muzika: Rundek Cargo Trio; Igraju: Anja Ignjatović-Zagorac, Dejan Kolarov, Ivana Savić-Jacić, Milica Pisić, Miloš Isailović, Rikardo Horhe Kampos Freire.
  - Grad teatar, Budva/Narodno pozorište, Beograd/Nacionalna fondacija za igru Aje Jung, Beograd, Ivo Andrić, Prokleta avlija, Koreograf: Dana Rutenberg; Režija i scenografija: Nebojša Bradić; Kompozitor: Zoran Erić; Igraju: Nikola Tomašević, Milica Jević, Tijana Šebez, Nebojša Gromilić, Čedomir Radonjić, Nemanja Naumovski, Luka Lukić, Igor Naumovski.
  - Grad teatar/Budva/Festival internacionalnog teatra - FIAT, Podgorica/JU "Zahumlje", Nikšić, Anton Pavlovič Čehov, Tri sestre, Adaptacija i režija Ana Vukotić i Slobodan Milatović, Koreograf: Sonja Vukićević; Igraju: Bojana Malinovska, Julija Milačić, Ana Vučković, Momo Pićurić, Dejan Ivanić, Zoran Vujović, Miloš Pejović, Petar Novaković, Jovan Krivokapić, Ivan Marović.

- 2015.
  - Grad teatar, Budva/Centar za kulturu, Svilajnac, Vilijam Šekspir, Julije Cezar, Režija: Kokan Mladenović; Igraju: Sergej Trifunović, Saša Torlaković, Branislav Trifunović, Marko Marković, Jelena Minić.
  - Grad teatar, Budva/Narodno pozorište Republike Srpske/Narodno pozorište, Tuzla Po motivima Aristofanovih komedija "Ptice" i "Žabe", Srodne duše, Režija: Dino Mustafić; Igraju: Srđan Grahovac, Nikola Ivošević, Slađana Zrnić, Nedim Malkočević, Elvis Jahić, Boris Šavija.
  - Grad teatar, Budva/Heartefact, Beograd/Bitef teatar, Beograd/Festival MESS, Sarajevo Henrik Ibzen, Aveti, Režija: Andrej Nosov; Igraju: Mirjana Karanović, Branko Cvejić, Slobodan Beštić, Jovana Gavrilović, Milan Marić.

- 2016.
  - Grad teatar, Budva/Atelje 212, Beograd, Ingmar Bergman, Jesenja sonata, Režija: Jagoš Marković; Igraju: Tanja Bošković, Branka Šelić, Jelena Petrović, Mladen Andrejević.
  - Grad teatar, Budva/Narodno pozorište Subotica/Kazalište Ulysses, Brioni/Testament FilmS, Beograd, Isidora Žebeljan, Dve glave i devojka, Režija: Boris Liješević; Igraju: Mihailo Janketić, Milovan Filipović, Aneta Ilić, Vasa Stajkić, Nebojša Babić, Katarina Jovanović, Frank van der Brink, Ramno Amadeus.
  - Grad teatar, Budva, Džon Logan, Crvena, Režija: Danilo Marunović; Igraju: Branislav Lečić, Marko Grabež.

- 2017.
  - Grad teatar, Budva/FDU, Cetinje/Crnogorsko narodno pozorište, Podgorica, Vilijem Šekspir, Ukroćena goropad, Režija:Zoran Rakočević; Igraju: Marija Đurić, Vule Marković, Sanja Vujisić, Marko Todorović, Dragan Račić, Anđelija Rondović, Stevan Radusinović, Jelena Đukić.

- 2018.
  - Grad teatar, Budva/Srpsko narodno pozorište Novi Sad. Federiko Garsija Lorka, Krvave svadbe. Režija: Igor Vuk Torbica. Igraju: Varja Đukić, Milica Grujičić, Ivana Mrvaljević, Pavle Popović, Branka Stanić, Vukašin Ranđelović, Miroslav Fabri, Draginja Voganjac, Maja Stojanović, Dušan Vukašinović, Filip Đuretić, Nenad Pećinar.

- 2019.
  - Grad teatar, Budva/Jugoslovensko dramsko pozorište, Beograd. Fernando de Rohas, Selestina. Režija: Milan Nešković. Igraju: Nataša Ninković, Nikola Šurbanović, Marta Bjelica, Nikola Rakočević, Emir Ćatović, Anđelika Simić, Ljubomir Bandović, Katarina Žutić, Maja Stojanović.

- 2020.
  - Grad teatar, Budva/Novi tvrđava teatar/Ujvideki Szinhaz/East-west center, Sarajevo. Aleksandar Tišma, Upotreba čoveka. Režija: Boris Liješević. Igraju: Emina Elor, Draginja Voganjac, Jugoslav Krajnov, Dušan Vukašinović, Ognjen Nikola Radulović, Aljoša Đidić i Ognjen Petković.

- 2021.
  - Grad teatar, Budva/Gradsko pozorište, Podgorica/Beogradsko dramsko pozorište, Beograd. Momo Kapor u saradnji sa Zukom Džumhurom, Zelena čoja Montenegra. Režija: Nikita Milivojević. Igraju: Miloš Pejović, Dejan Đonović, Emir Ćatović, Simo Trebješanin, Jelena Simić, Maja Stojanović, Andrija Kuzmanović, Branimir Brstina, Marko Živić, Milorad Damjanović, Ivan Zablaćanski, Stefan Radonjić.

- 2022.
  - Grad teatar, Budva/Srpsko narodno pozorište, Novi Sad/Beogradsko dramsko pozorište, Beograd/ITAKA Art centar, Inđija/Újvidéki Színház, Novi Sad. Viljem Šekspir, Magbet. Režija Nikita Milivojević. Igraju: Anica Petrović, Nevena Nerandžić, Maja Stojanović, Jelena Simić, Dejan Đonović, Branislav Jerković, Arpad Mesaroš, Marko Marković, Milan Zarić, Pongo Gabor, Ivana Pančić.

- 2023.
  - Grad teatar, Budva/Narodno pozorište, Sombor. Dušan Kovačević, Radovan Treći. Režija Vito Taufer. Igraju: Ninoslav Đorđević, Biljana Keskenović, Marija Maša Labudović, Danica Grubački, Srđan Aleksić, Nemanja Bakić, Lazar Nikolić, Pavle Popović.
  - 2024.
  - Grad teatar, Budva/Gradsko pozorište, Podgorica.Vida Ognjenović, Nadpop Kojović, Režija: Vida Ognjenović. Igraju: Nebojša Dugalić, Pavle Popović, Mišo Obradović, Pavle Ilić, Davor Dragojević, Danilo Čelebić, Vukan Pejović, Ognjen Sekulić, Branka Femić Šćekić, Vanja Jovićević, Lara Dragović, Mina Mićović, Itana Dragojević, Anđela Radović.
  - Grad teatar, Budva/ Srpsko narodno pozorište, Novi Sad/ „East–West Centar“, Sarajevo/Plesni centar „Tala“, Zagreb. Svijet mogućnosti, Tekst i režija: Haris Pašović. Igraju: Gordana Đurđević Dimić, Lidija Stevanović, Sanja Ristić Krajnov, Jelena Antonijević, Mina Pavlica, Marija Feldeši, Milan Kovačević, Marko Savković, Vukašin Ranđelović, Aljoša Đidić, Aleksandar Sarapa i Rade Perović.
  - Grad teatar, Budva/ Predstava u formi vođene šetnje. Nestvarni grad  Tekst i režija: Vuk Ršumović.
  - Grad teatar, Budva/Narodno pozorište, Sombor. Branislav Nušić, Protekcija, Režija i adaptacija: Milan Nešković. Igraju:  Ninoslav Đorđević, Marija Maša Labudović, Ivana V. Jovanović, Saša Torlaković, Biljana Keskenović, Ana Rudakijević,  Lazar Nikolić, Srđan Aleksić, Julija Petković, Miloš Lazić, Stevan Vuković, Staša Blečić

## Dobitnici nagrada

### Dobitnici nagrade „Grad teatar“
Festival „Grad teatar“ od 1994. godine dodjeljuje nagrade za dramsko stvaralaštvo „Grad teatar“ i nagradu za književno stvaralaštvo „Stefan Mitrov Ljubiša“.
2016. godine uvedena je i nagrada za poseban doprinos festivalu, koja se dodijeljuje svakih pet godina po odluci Savjeta ustanove. Dobitnik prve nagrade je Branislava Liješević, dugogodišnja direktorka JU "Grad teatar". Druga nagrada za poseban doprinos festivalu dodijeljena je 2022. godine Bojanu Suđiću, dirigentu.
- 1994. Dejan Mijač, reditelj
- 1995. Jagoš Marković, reditelj
- 1996. Vojislav Brajović, glumac
- 1997. Nikita Milivojević, reditelj
- 1998. Miodrag Tabački, scenograf
- 1999. Anita Mančić, glumica
- 2000. Branimir Popović, glumac
- 2001. Svetozar Cvetković, glumac
- 2002. Nije dodijeljena
- 2003. Promjenjena koncepcija nagrade, žiri-stručni savjet je ravnopravo dodijelio nagradu za 4 kategorije -  za glumačko ostvarenje: Petar Božović; za umjetnički izazov: Suzana Pajović Živković; za muzičko ostvarenje: Roman Simović; za mediteranstvo: Predrag Matvejević,
- 2004. Tomaž Pandur, reditelj
- 2005. Dragan Mićanović, glumac
- 2006. Radmila Vojvodić, reditelj
- 2007. Vida Ognjenović, reditelj
- 2008. Sonja Vukićević, balerina i koreograf
- 2009. Nebojša Glogovac i Mihailo Janketić, glumci
- 2010. Feliks Pašić, posthumno, i Angelina Atlagić, kostimograf
- 2011. Branko Cvejić, glumac
- 2012. Zoran Erić, kompozitor
- 2013. Jasna Đuričić, glumica
- 2014. Miodrag Krivokapić, glumac
- 2015. Varja Đukić, glumica
- 2016. Igor Đorđević, glumac
- 2017/2018. Igor Vuk Torbica, reditelj
- 2019/2020. Boris Liješević, reditelj [1]
- 2024/25. Haris Pašović", reditelj, i Milan Nešković, reditelj

### Dobitnici nagrade „S. M. Ljubiša“
- 1994. Milorad Pavić
- 1995. Matija Bećković
- 1996. Dušan Kovačević
- 1997. Ljubomir Simović
- 1998. Đerđ Konrad
- 1999. Vida Ognjenović
- 2000. Ronald Harvud
- 2001. Jovan Hristić
- 2002. Svetlana Velmar Janković
- 2003. Nije dodijeljena; dodijeljena Nagrada „Za mediteranstvo“  Predragu Matvejeviću
- 2004. Jurij Poljakov
- 2005. Dubravka Ugrešić
- 2006. Čedo Vuković
- 2007. Zoran Živković
- 2008. Božo Koprivica
- 2009. Dragan Radulović
- 2010. Svetislav Basara
- 2011. David Albahari
- 2012. Mirko Kovač
- 2013. Miljenko Jergović
- 2014. Amir Or
- 2015. Zuvdija Hodžić
- 2016. Milisav Savić
- 2017/2018. Drago Jančar
- 2019/2020. Radoslav Petković
- 2022/2023. Slobodan Šnajder
- 2024/2025. "Vladislav Bajac

## Spoljašnje veze
- Grad teatar

1. ↑  „Borisu Liješeviću nagrada „Grad teatar“ za doprinos pozorišnoj umetnosti”. N1 (на језику: српски). 2022-06-13. Приступљено 2022-06-13.